# Avon Publications
Avon Publications war ein amerikanischer Verlag mit Sitz in New York City. Das 1941 gegründete Unternehmen wurde 1959 von der Hearst Corporation aufgekauft, deren Verlagssektor 1999 wiederum in den Besitz von Rupert Murdochs News Corporation überging. Die News-Corporation-Tochter HarperCollins verwendet den Namen „Avon“ seitdem als Imprint hauptsächlich für Liebesromane.
Avon war ein bedeutender Verlag für Comic- und Pulp-Hefte und erfand 1972 das Prinzip, serielle Unterhaltungsromane (Trivialliteratur, besonders Bodice-Ripper-Romane) direkt als billige Taschenbuchausgabe (Mass Market Paperback) zu vermarkten, ohne die sonst branchenübliche teure gebundene Ausgabe vorausgehen zu lassen.

## Geschichte
1929 hatte der New Yorker Verleger Joseph Myers (1898–1957) die Illustrated Editions Company gegründet, die illustrierte Nachdrucke internationaler Romanliteratur vermarktete. 1936 kaufte er, gemeinsam mit seiner Schwester Edna Myers Williams, den Pulp-Magazin-Verlag J. S. Ogilvie Publications auf, an dem er bis dahin nur einen Anteil besessen hatte.

### Selbstständiger Verlag (1941–1959)
Nachdem 1939 Richard L. Simon und andere in New York City den Verlag Pocket Books gegründet hatten, der mit seinem neuen Taschenbuchformat sehr schnell den Markt von Billigbüchern eroberte, gründeten die Geschwister Myers, um Pocket Books Konkurrenz zu machen, im November 1941 einen neuen Verlag Avon Publications. Das Unternehmen setzte zunächst besonders auf Kriminalromane amerikanischer und britischer Schriftsteller. Zu Hausautoren von Avon wurden in den 1940er und 1950er Jahren Martha Albrand, James M. Cain, Raymond Chandler, Leslie Charteris, Peter Cheyney, Agatha Christie, Donald Henderson Clarke, Margaret Millar, Dorothy L. Sayers, Rex Stout, der heute weitgehend vergessene Henry Kane und das Autorenehepaar Frances und Richard Lockridge. 1956 konnte Avon auch Ed McBain anwerben, der für das Unternehmen bis 1994 nicht weniger als 33 Kriminalromane schrieb. Robert J. Hogan,  Archie Lynn Joscelyn und Paul Evan Lehman veröffentlichten bei Avon Westernromane; Isaac Asimov, Aldous Huxley und Abraham Merritt schrieben Science-Fiction; H. P. Lovecraft schrieb Fantasy. Daneben verlegte Avon aber auch Autoren wie Saul Bellow, John O’Hara, James Hilton, D. H. Lawrence, W. Somerset Maugham, Isaac Bashevis Singer, John Steinbeck, Jerome Weidman und Émile Zola.

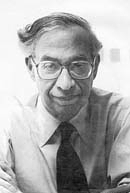
Donald A. Wollheim

Bis Mitte der 1950er Jahre verlegte Avon auch Comic-Hefte, die eine ganze Bandbreite von Genres (Horror, Science-Fiction, Western, Kriegs- und Liebesgeschichten und Comics mit komischen Tiercharakteren) umfassten. Daneben hatte Avon Pulp-Magazine wie z. B. den von Donald A. Wollheim herausgegebene Avon Fantasy Reader (1947–1952) im Programm, in denen Romanauszüge und Erzählungen veröffentlicht wurden.

### Unter Hearst

#### 1959–1972
Im Juni 1959 wurde das Unternehmen von der Hearst Corporation aufgekauft. Die Autoren der Weltliteratur traten bei Avon damit etwas in den Hintergrund. Umso stärker entwickelte sich der Science-Fiction-Bereich; hier konnten als Autoren John Christopher, der Raumschiff-Enterprise-Nacherzähler James Blish, Harry Harrison, Clifford D. Simak, Brian Aldiss, Michael Crichton, Robert Silverberg, Joe Haldeman, Stanisław Lem und Robert E. Vardeman gewonnen werden. Willis Todhunter Ballard, Ray Hogan, William Colt MacDonald, Gordon D. Shirreffs, Norman A. Fox und Janice Holt Giles schrieben Western, Thomas B. Costain und Talbot Mundy Abenteuerromane, Louis Auchincloss schrieb Gesellschaftsromane, und Hammond Innes und der heute vergessene Jack Hoffenberg schrieben Actionromane und Thriller.  Neue Krimiautoren waren Georges Simenon, Ross Thomas, Daphne du Maurier und Elizabeth Peters.
Joan Grant, Frances Parkinson Keyes, Agnes Sligh Turnbull und Jessamyn West schrieben für Avon Geschichtsromane mit weiblichen Hauptfiguren. Wichtige neue Autoren, die sich keinem Genre zuordnen ließen, waren Muriel Spark, Jorge Amado, Iris Murdoch, Stephen Longstreet, Paul Scott und Alison Lurie.

#### 1972–1999

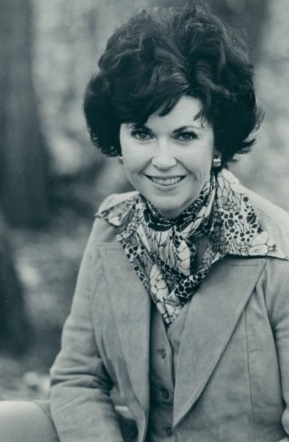
Kathleen E. Woodiwiss

Im April 1972 brachte Avon Kathleen E. Woodiwiss’ Erstlingsroman The Flame and the Flower (deutsch: Wohin der Sturm uns trägt) auf den Markt, einen Bodice Ripper, dessen Handlung an der Wende zum 19. Jahrhundert und in London und South Carolina angesiedelt war. Dieser Marktgang war für die Publikation eines dickleibigen Liebesromans insofern außergewöhnlich, als Avon auf eine gebundene Ausgabe vollständig verzichtete und sofort die billig produzierte Taschenbuchausgabe anbot. Avon hatte eine Erstauflage von 500.000 Kopien drucken lassen; bis 1978 stieg die Gesamtauflage auf 2.655.500 Kopien an, und bis in die Gegenwart wurde das Buch immer wieder aufgelegt.
Woodiwiss schrieb für Avon bis 2000 noch 12 weitere Bodice-Ripper- und andere Liebesromane. Im Bodice-Ripper-Bereich folgten ihr 1974 Patricia Hagan und Rosemary Rogers, 1975 Laurie McBain, 1976 Joyce Verrette, 1977 Shirlee Busbee und die sehr produktive Johanna Lindsey, 1978 Jude Deveraux und Bertrice Small, und 1983 schließlich Mary Daheim. Avon veröffentlichte in dieser Zeit in großer Zahl auch historische Liebesromane, die keine Bodice Ripper waren, besonders von Patricia Gallagher, Judith E. French, Deborah Camp, Brenda Joyce, Lois Greiman, sowie die Regency-Liebesromane von Kasey Michaels und Jo Beverley. Beverly Jenkins trug historische Liebesromane bei, die die afroamerikanische Erfahrung widerspiegeln. Colleen McCullough, Catherine Lanigan und Susan Elizabeth Phillips veröffentlichten bei Avon Liebesromane mit zeitgenössischem Handlungsrahmen.
Nach der Einführung des Mass Market Paperback-Formats erlebte bei Avon auch der Kriminalroman einen neuen Aufschwung. Die erfolgreichsten Krimiautoren, die in dieser Zeit hinzugewonnen werden konnten, waren Lawrence Block, Jerome Charyn, Charlotte MacLeod, Patrick Quentin (= Richard Wilson Webb und Hugh Callingham Wheeler), Elizabeth Lowell (= Ann Maxwell), Donald E. Westlake, Judith A. Jance, Elliott Roosevelt, Sara Woods (= Lana Hutton Bowen-Judd), Faye Kellerman, Margery Allingham, Philip R. Craig, Jill Churchill, Katherine Hall Page, Peter Robinson und Joanne Pence. Shirley Rousseau Murphy publizierte bei Avon seit 1979 Krimis, in denen eine Katze die Ermittlungen führte. Thriller, Action- und Abenteuerromane lieferten Alan Caillou, Piers Paul Read und die heute weitgehend vergessenen Autoren Frank Garrett und Steve MacKenzie. Clay Tanner schrieb für Avon Western; wieder aufgelegt wurden die schon in den 1950er Jahren entstandenen Westernromane von Peter Field (= W. Ryerson Johnson). Im Fantasy-Bereich schrieben für Avon Michael Moorcock, der äußerst produktive Piers Anthony, William Kotzwinkle, Roger Zelazny, Steve Lawhead, Tom Deitz sowie Adrian Cole. Als Autoren von Horror-Romanen kamen W. E. D. Ross und Michael McDowell hinzu.
Neue Autoren, deren Werk sich einer Klassifizierung widersetzt, waren William E. Barrett, Joanne Greenberg und Bernard Malamud. Wieder aufgelegt wurden in den 1970er Jahren auch Romane von Elizabeth Bowen und Elizabeth Ogilvie.

### Unter Murdoch (seit 1999)
Im Juli 1999 wurden Hearsts Verlage – neben Avon auch Morrow – für 180 Mio. Dollar von der News Corporation aufgekauft, die sie mit ihrem Tochterunternehmen HarperCollins vereinigte, die den Namen „Avon“ seitdem nur noch als Imprint verwendet.
Der Name „Avon“ steht seitdem hauptsächlich noch für Liebesromane, wobei HarperCollins weitaus stärker noch als zuvor Hearst auf die Zugkraft einer vergleichsweise kleinen Zahl von hochproduktiven Top-Autorinnen setzt. Vom alten Avon-Verlag übernommen wurden Johanna Lindsey, Lisa Kleypas und Kathleen E. Woodiwiss. Die meisten Autorinnen, die seit 1999 für das Imprint „Avon“ schreiben, wurden neu angeworben. Viele davon schreiben Regency-Liebesromane, darunter die 1999 unter Vertrag genommene Stephanie Laurens, die bis heute mehr als 50 Bände veröffentlicht hat, aber auch Julia Quinn, Cathy Maxwell, Victoria Alexander, Suzanne Enoch, Elizabeth Boyle, Eloisa James, Sophie Jordan und Maya Rodale. Gayle Callen, Christina Dodd, Lorraine Heath, Kinley MacGregor (= Sherrilyn Kenyon), Kathryn Smith, Sara Bennett, Donna Fletcher und Sandra Hill tragen andere Formen historischer Liebesromane bei.
Lynsay Sands und Karen Ranney wechselten 2004 bzw. 2014 von historischen zu paranormalen (Vampir-)Liebesromanen, einem Subgenre, in dem nun auch  Christine Feehan, Marjorie Liu und Jeaniene Frost aktiv sind. Kerrelyn Sparks veröffentlicht bei „Avon“ seit 2005 Vampirkomödien. Rachel Gibson, Lori Wilde (= Laurie Blalock Vanzura) und Darlene Panzera schreiben Liebesromane mit modernem Handlungsrahmen, und Toni Blake ist auf erotische Liebesromane spezialisiert.
HarperCollins veröffentlicht einen Teil seiner Bücher unter Sub-Imprints von Avon:
- Avon Red (seit 2006) ist eine Marke von erotischen Romane für Frauen. Zu dieser Reihe tragen u. a. Indigo Bloome, Delilah Devlin, Alice Gaines, Jess Michaels, Lisa Marie Rice, Leda Swann und Cathy Yardley bei.
- Avon A (seit 2007) steht für wiederaufgelegte und neue fiktive und Sachliteratur von gehobener Qualität. Zu den Autoren der Reihe gehören Meg Cabot, Tracy Grant, Marian Keyes, Colleen McCullough, Memeve Medwed, Jacqueline Sheehan.[7]
- Avon Inspire (seit 2007) steht für christliche Liebesromane. Die produktivste Autorin dieser Reihe ist seit 2008 Shelley Shepard Gray, eine Verfasserin von Amish Romance Novels. Außerdem publizieren hier Tracey Victoria Bateman, Lori Copeland, Lyn Cote und Debra White Smith.
- Avon Impulse (seit 2011) steht für Bücher, deren Erstausgabe ein E-Book ist. Besonders große Anteile haben in diesem Bereich Codi Gary, T. J. Kline, Vivienne Lorret, Darlene Panzera, Jennifer Ryan und Cynthia Sax.

Neben Liebesromanen werden unter dem Imprint „Avon“ auch Kriminalromane vermarktet. Autoren, die aus der Hearst-Zeit übernommen wurden, sind Elizabeth Lowell, Elizabeth Peters, Judith A. Jance, Jill Churchill, Katherine Hall Page, Peter Robinson sowie Mary Daheim, die bis dahin Liebesromane geschrieben hatten, nun aber zum Kriminalgenre wechselte. Neu unter Vertrag genommen wurden die Krimiautorinnen Carolin G. Hart, Laura Lippman und Tamar Myers.